# La Quête de joie
La Quête de joie est un recueil de poèmes écrit par le poète Patrice de la Tour du Pin à l'âge de 19 ans, paru en 1933 à compte d'auteur aux éditions de la Tortue, puis chez Gallimard en 1939. Le recueil est composé de trois parties, contenant dix poèmes chacune, parmi lesquels, le plus connu s'intitule « Enfants de septembre ».

## Éditions
- 1933 : La Quête de joie, Paris, éditions de la Tortue (60-62, rue François-Ier), 124 p. (BNF 32352682).Imprimé à Maestricht chez Alexandre A. M. Stols.
- 1939 : La Quête de joie, Paris, Gallimard, coll. « Blanche », 112 p. (ISBN 978-2-07-023761-6, BNF 32352683).
- 1967 : La Quête de joie, suivi de Petite somme de poésie, Gallimard, coll. « Poésie/Gallimard » (no 21), 256 p. (ISBN 978-2-07-030158-4). Anthologie réalisée et préfacée par Maurice Champagne sous la direction de La Tour du Pin.
- 1981 : Une somme de poésie, t. I, Gallimard, coll. « Blanche » (ISBN 978-2-07-025038-7).
- 2010 : Poèmes choisis, Gallimard, coll. « Blanche », 256 p. (ISBN 978-2-07-013112-9).Anthologie accompagnée de fac-similés de lettres de Gide, Supervielle, Paulhan, Claudel, Aragon, etc., et éditée par Claude Arnaud, Emmanuel de Calan et Jean-Matthieu de L'Épinois.

## Source
- Isabelle Renaud-Chamska (dir.), Patrice de La Tour du Pin : La Quête de joie au cœur d' Une somme de poésie : Actes du colloque [tenu] au Collège de France : 25-26 septembre 2003, Genève, Droz, CNL et Société des amis de Patrice de La Tour du Pin, 2005 (présentation en ligne).